# كار كولينز سينيور
كار كولينز سينيور (بالإنجليزية: Carr Collins, Sr.)‏ هو شخصية أعمال أمريكي، ولد في 12 مايو 1892 في تشيستر في الولايات المتحدة، وتوفي في 17 يناير 1980.